# Visual Dreams
Visual Dreams (Pop!Pop!) (비주얼드림 (Pop!Pop!)) è un singolo del gruppo femminile sudcoreano Girls' Generation, pubblicato il 17 gennaio 2011 come tema commerciale di Intel Core. Il testo è di Kim Boo-min e la musica di Hitchhiker.